# Liste des pays ayant le chinois pour langue officielle
Le chinois est une langue officielle de plusieurs pays indépendants, ainsi que de territoires autonomes. Cet article dresse une liste des entités territoriales ayant le chinois comme langue officielle.
L'appellation « chinois » peut désigner plusieurs langues de la famille des langues chinoises, notamment le mandarin, le wu (Shanghai) et le cantonais. Dans le contexte de la langue écrite, le chinois vernaculaire écrit standard est habituellement compris comme le standard officiel, bien que les différents territoires sinophones utilisent différents systèmes d'écritures : les caractères chinois traditionnels et les caractères chinois simplifiés.
Actuellement, le chinois a un statut officiel dans cinq pays ou territoires. En république populaire de Chine et en république de Chine (Taïwan), le mandarin est la seule langue officielle, alors qu'à Singapour, le mandarin est une des quatre langues officielles, avec l'anglais, le malais et le tamoul. À Hong Kong et à Macao, le cantonais est la langue co-officielle, respectivement aux côtés de l'anglais et du portugais. Le chinois est aussi une langue officielle de l'Organisation de coopération de Shanghai et une des six langues officielles de l'Organisation des Nations unies (ONU). Le chinois a été ajouté comme langue officielle de l'ONU le 18 décembre 1973, quand l'Assemblée générale l'a ajouté comme langue de travail,.

## Variétés du chinois comme langues officielles

### Cantonais
| Lieu      | Pays  | Population (2020) | Variété écrite                                   | Standard                    | Autre langue officielle |
| --------- | ----- | ----------------- | ------------------------------------------------ | --------------------------- | ----------------------- |
| Hong Kong | Chine | 7 500 000         | caractères chinois traditionnels cantonais écrit | cantonais de Hong Kong (zh) | anglais                 |
| Macao     | Chine | 650 000           | caractères chinois traditionnels cantonais écrit |                             | portugais               |

En tant que régions administratives spéciales de la république populaire de Chine, Hong Kong et Macao utilisent le terme ambigu « chinois » comme langue officielle, bien qu'en pratique, le gouvernement utilise la variété locale de cantonais plutôt que le mandarin[réf. nécessaire] de Chine continentale.

### Mandarin
| Pays       | Population (2020) | Variété écrite                   | Standard              | Autre langue officielle |
| ---------- | ----------------- | -------------------------------- | --------------------- | --- |
| Chine,     | 1 300 000 000     | caractères chinois simplifiés    | mandarin standard     | – |
| Taïwan,    | 23 500 000        | caractères chinois traditionnels | mandarin de Taïwan    | Autres langues nationales : taïwanais, dialecte matsu (zh), langues formosanes, hakka taïwanais et langue des signes taïwanaise |
| Singapour, | 5 700 000         | caractères chinois simplifiés    | mandarin de Singapour | anglais, malais et tamoul |